# SN 2002ak
SN 2002ak – supernowa odkryta 11 stycznia 2002 roku w galaktyce A104904-0555. W momencie odkrycia miała maksymalną jasność 22,60m.